# Tierras Altas de Descartes

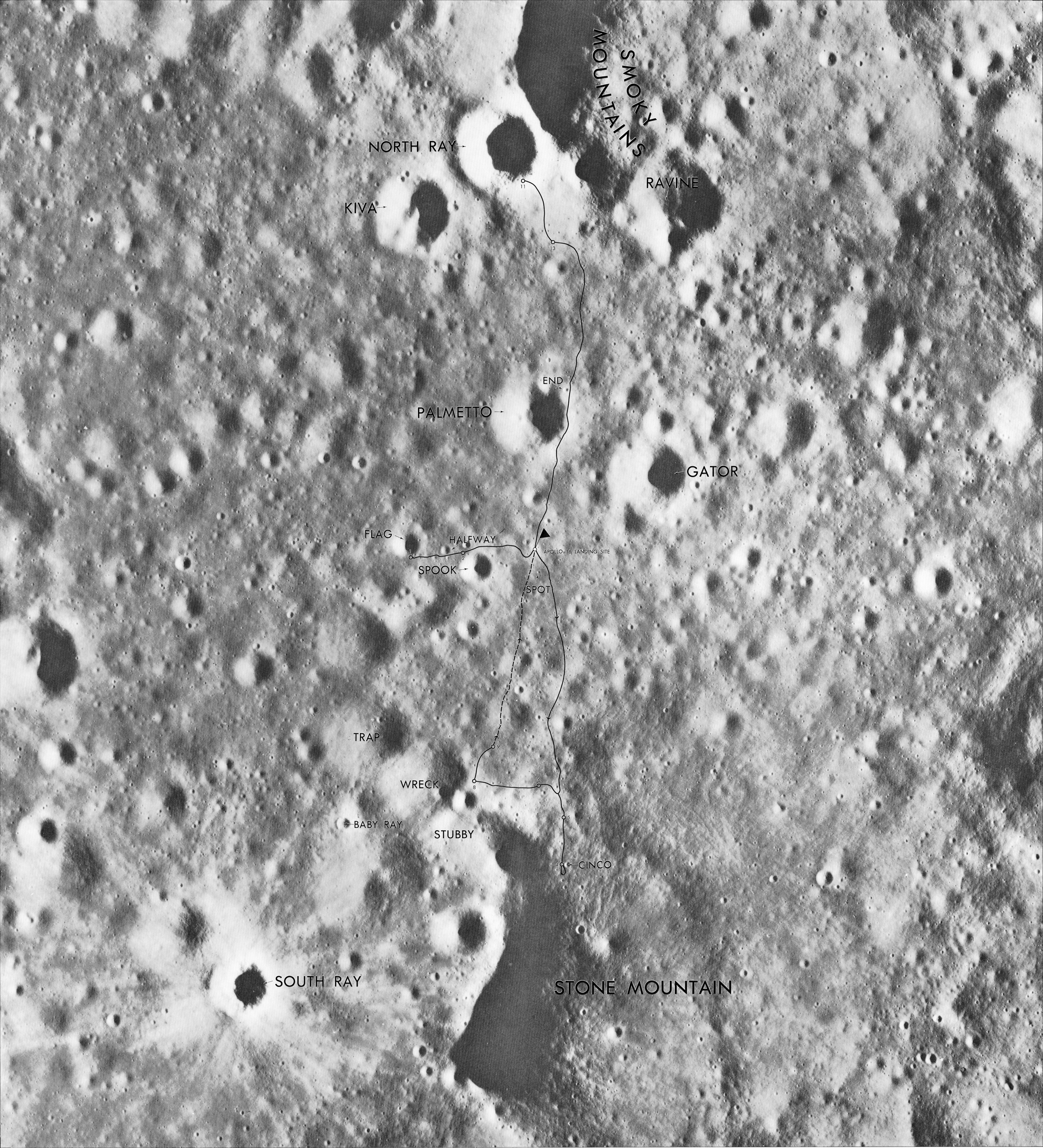
Foto aérea de la zona de las Tierras Altas de Descartes, con anotaciones de los paseos lunares y la zona de alunizaje de la misión Apolo 16.

Las Tierras Altas o Montañas de Descartes es un área del altiplano lunar situado en el lado visible de la Luna que sirvió como lugar de aterrizaje de la misión tripulada estadounidense Apolo 16 del proyecto Apolo, a comienzos de 1972. Las Tierras Altas de Descartes se encuentran en los alrededores del cráter Descartes, por las que la formación recibió su nombre.

## Geología
Dos formaciones principales dominan las Tierras Altas de Descartes: la llanura de Cayley y la formación Descartes. Esta última se compone principalmente de material mesetario montañoso, tal vez los escombros de algunos grandes impactos. Los cráteres North Ray y South Ray, el último de ellos muestreado directamente por la tripulación del Apolo 16, reveló una secuencia de capas, posiblemente una superposición de las formaciones Cayley y Descartes.
El área de las Tierras Altas de Descartes se caracteriza por un paisaje ondulado cubierto con viejos y algunos nuevos, afilados bordes de cráteres. Basándose en los hallazgos de la misión Apolo 16, algunas de las superficies de estos cráteres fueron cubiertos con vidrio similar al encontrado en el valle de Taurus-Littrow, sitio de alunizaje del Apolo 17. De acuerdo al comandante del Apolo 16 John W. Young, la disposición del vidrio daba sensación de apariencia de barro seco.
Antes de que el Apolo 16 muestrease las Tierras Altas de Descartes, se creía que el material volcánico sería abundante en el área, basándose en un análisis visual de las características que parecían encontrarse allí. Se pensaba que las formaciones en el área fueron formados por lavas más viscosas que las lavas que forman el mar lunar. Esto fue desmentido después de los análisis de las muestras de la zona. Se reveló que muchas de las rocas en la zona no son de origen volcánico, sino brechas compuestas de fragmentos de varios impactos lunares. Los astronautas del Apolo 16, John W. Young y Charles Duke visitaron previamente Sudbury (Ontario, Canadá) en julio de 1971 para examinar conos de impactos meteóricos. Sudbury es un sitio donde se encuentra un gran impacto de meteorito, y que muestra evidencia substancial de un cono de dispersión geológico. En las Tierras Altas de Descartes, se determinó finalmente que la topografía de la región se formó por el impacto de meteoritos en lugar de por actividad volcánica.

## Selección de sitio de alunizaje
Todas las misiones Apolo anteriores habían obtenido muestras procedentes de los mares lunares, ya fuera directa o indirectamente. Una de las razones para la elección del lugar de alunizaje del Apolo 16 en las tierras altas lunares era precisamente obtener muestras con el objetivo de investigar el material que se encuentra allí. Se consideraron dos lugares de alunizaje para lograr este objetivo: el sitio de Descartes y el cráter Alphonsus.
Finalmente, la zona montañosa de Descartes tierras altas fue seleccionada con el fin de permitir a los astronautas John W. Young y Charles Duke obtener muestras de la prominente Descartes y de las formaciones Cayley concentradas en la zona. El muestreo de estas formaciones era una prioridad, ya que las dos cubren la mayor parte del lado visible de la Luna. También se dio prioridad a la localización y obtención de muestras de material viejo de las tierras altas que fuera más antiguo que el impacto del Mare Imbrium con el fin de poder investigar la línea del tiempo geológica y la composición de la Luna. Los cráteres North Ray y South Ray, ambos características geológicas prominentes cercanas a la zona de alunizaje, también tuvieron prioridad debido a que el material de las formaciones más prominentes en el área había sido, naturalmente, excavado por los impactos que las formaron.